# Stenatemnus extensus
Stenatemnus extensus es una especie de arácnido del orden Pseudoscorpionida de la familia Atemnidae.

## Distribución geográfica
Se encuentra en el Sureste asiático, desde Bután hasta Vietnam.